# Abbaye de Fruttuaria
L'abbaye de Fruttuaria est une ancienne abbaye bénédictine fondée par saint Guillaume de Cluny à San Benigno Canavese, dans le Piémont.

## Histoire
La première pierre fut posée le 23 février 1003 en présence d'Arduin d'Ivrée, qui occupait le trône d'Italie, et de Berthe son épouse.
Achevée en 1006-1007, l'abbaye suivait la règle de la réforme de Cluny. Une bulle pontificale de Jean XIX la plaça directement sous la protection du Saint-Siège en 1027. La période d'épanouissement de l'abbaye se situe du XIIe au XIIIe siècle. Elle possédait alors 85 maisons et églises en Italie, en France et en Autriche. Certains documents font référence de 1 200 moines vivant à l'abbaye. Les abbés gouvernaient directement les Quatre terres abbatiales, c'est-à-dire les communes actuelles de San Benigno Canavese, Montanaro, Lombardore et Feletto et l'abbaye avait le droit de battre monnaie.
Sa période de déclin s'amorça au milieu du XIVe siècle et en 1477, les moines perdirent le privilège d'élire leur abbé, qui fut dès lors un abbé commendataire non-résident. Au point de vue spirituel, l'abbaye fut dirigée par un vicaire. Sixte V décide en 1585 de la suppression de l'abbaye, devenue une collégiale de prêtres séculiers. Le dernier bénédictin mourut en 1634.
Victor-Amédée II, duc de Savoie, occupa militairement les Quatre terres abbatiales en 1710 et le pape renonça à ses droits en 1741. Le cardinal Delle Lanze en devint l'abbé commendataire en 1749 et fit détruire l'abbaye et l'église pour les reconstruire en style baroque. Seul demeura le campanile. Les architectes Vittone et Quarini construisirent un édifice à mi-chemin entre le style baroque et néo-classique rappelant Saint-Pierre de Rome.

## Aujourd'hui

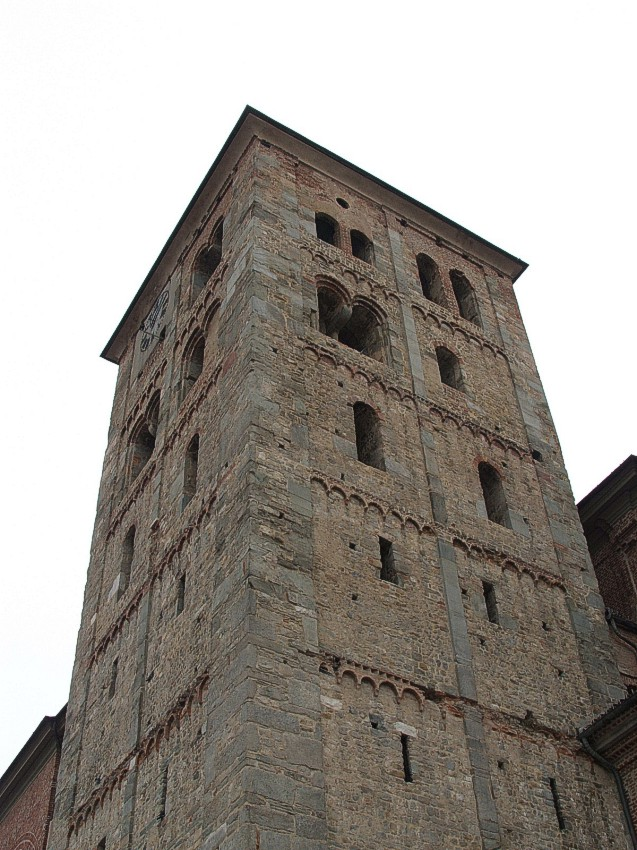
Le campanile

Des fouilles ont mis au jour en 1979 une mosaïque romane représentant deux griffons et les fondements de l'ancienne église. L'église fut rouverte au culte le 19 mars 1990 en présence du pape Jean-Paul II, qui y célébra une messe retransmise à la télévision italienne.

## Sources
- (it) Cet article est partiellement ou en totalité issu de l’article de Wikipédia en italien intitulé « Abbazia di Fruttuaria » (voir la liste des auteurs).